# Handskerydsjön
Handskerydsjön är en sjö i Nässjö kommun i Småland och ingår i Motala ströms huvudavrinningsområde. Sjön är 2 meter djup, har en yta på 0,0985 kvadratkilometer och är belägen 292,9 meter över havet.

## Delavrinningsområde
Handskerydsjön ingår i det delavrinningsområde (639337-143203) som SMHI kallar för Mynnar i Ryssbysjön. Avrinningsområdets medelhöjd är 294 meter över havet och ytan är 19,29 kvadratkilometer. Det finns inga delavrinningsområden uppströms utan avrinningsområdet är högsta punkten. Nässjöån som avvattnar avrinningsområdet har biflödesordning 2, vilket innebär att vattnet flödar genom totalt 2 vattendrag innan det når havet efter 278 kilometer. Delavrinningsområdet består mestadels av skog (40 procent). Bebyggelsen i området täcker en yta av 8,77 kvadratkilometer eller 40 procent av avrinningsområdet.